# Nowonikolajewski (Wolgograd)
Nowonikolajewski (russisch Новоникола́евский) ist eine Siedlung städtischen Typs in der Oblast Wolgograd in Russland mit 9931 Einwohnern (Stand 14. Oktober 2010).

## Geographie
Der Ort liegt knapp 300 km Luftlinie nordnordwestlich des Oblastverwaltungszentrums Wolgograd im Steppengebiet östlich des Flusses Chopjor.
Nowonikolajewski ist Verwaltungszentrum des Rajons Nowonikolajewski sowie Sitz der Stadtgemeinde Nowonikolajewskoje gorodskoje posselenije, zu der außerdem die Siedlung Gosplodopitomnik und die Weiler (chutor) Fominski (8 km nordnordwestlich), Korolewski (10 km nordnordwestlich), Orlowski (5 km nordnordöstlich) und Tschulinski (8 km südöstlich) gehören.

## Geschichte
Der Ort entstand 1870 im Zusammenhang mit dem Bau der Eisenbahnstrecke nach Zarizyn (das heutige Wolgograd). In den Folgejahren siedelten sich bei der dort errichteten Bahnstation Familien aus den umliegenden Dörfern an.
1928 wurde Nowonikolajewski Verwaltungssitz eines neu geschaffenen, nach ihm benannten Rajons. 1959 erhielt der Ort den Status einer Siedlung städtischen Typs.

### Bevölkerungsentwicklung
| Jahr | Einwohner |
| ---- | --------- |
| 1939 | 5.344     |
| 1959 | 8.424     |
| 1970 | 9.895     |
| 1979 | 10.300    |
| 1989 | 10.795    |
| 2002 | 10.228    |
| 2010 | 9.931     |

Anmerkung: Volkszählungsdaten

## Verkehr
In Nowonikolajewski befindet sich die Station Alexikowo an der auf diesem Abschnitt am 26. Dezember 1870, auf der gesamten Länge 1871 eröffneten Bahnstrecke (Moskau –) Grjasi – Wolgograd  (Kilometer 734 ab Moskau). Dort zweigt eine ebenfalls 1871 in Betrieb genommene Nebenstrecke in die etwa 30 km südwestlich am Chopjor gelegene Stadt Urjupinsk (Station Urjupino) ab.
Südwestlich an der Siedlung vorbei verläuft die föderale Fernstraße R22 Kaspi von Kaschira bei Moskau nach Wolgograd und Astrachan. In südwestlicher Richtung zweigt die Regionalstraße 18K-7 über Urjupinsk zur Grenze mit der benachbarten Oblast Woronesch ab (dort weiter in Richtung Kalatsch).